# 八上村 (鳥取県)
八上村（やかみそん）は、鳥取県八頭郡にあった自治体である。当初は曳田村（ひけたそん）と称した。1896年（明治29年）3月31日までは八上郡に属した。

## 概要
現在の鳥取市河原町曳田・河原町天神原に相当する。千代川中流左岸に位置し、村域の南側を支流の曳田川が流れる。
八上の名は古事記神話の因幡の白兎に登場する売沼神社（めぬまじんじゃ）の祭神、八上比売にちなむとされる。また「ヤ」が土地、「カミ」が上流（または神）を表し、すなわち河川の上流域を意味するとも言われる。
曳田の名は曳が「ヒク」「ヒケ」で低湿地、すなわち曳田谷の低湿地とされる。平安時代には八上郡十二郷の1つである曳田郷の名が見え、曳田川流域一帯を郷域としていた。
藩政時代には鳥取藩領の八上郡曳田郷（ひけたのごう）に属する曳田村・天神原村があった。

## 沿革
- 1881年（明治14年）9月12日 - 鳥取県再置。
- 1883年（明治16年）3月 - 連合戸長役場を曳田村に設置。
- 1889年（明治22年）10月1日 - 町村制の施行により、曳田村と天神原村が合併して村制施行し、八上郡曳田村が発足。旧村名を継承した2大字を編成。五総村および明治村との組合役場を五総村大字中井村に設置[3][4][5]。
- 1893年（明治26年）3月1日[4]、または4月20日[6] - 曳田村が組合村を離脱。
- 1896年（明治29年）4月1日 - 郡制の施行により、八上郡・八東郡・智頭郡の区域をもって八頭郡が発足し、八頭郡曳田村となる。
- 1911年（明治44年）9月1日 - 曳田村が改称して八上村となる[7]。
- 1915年（大正4年）1月1日 - 「八上村大字◯◯村」から大字の「村」を削除し、「八上村大字◯◯」と改称[8]。
- 1955年（昭和30年）3月28日 - 国英村、河原町（初代）、西郷村、散岐村と合併し、改めて河原町（2代）が発足。同日八上村廃止[9]。

## 行政

### 戸長
- 曳田村外16ヶ村連合戸長役場：上原善十郎[3][10]
管轄区域：曳田村・天神原村（後の曳田村）、佐貫村・八日市村・和奈見村（後の佐貫村）、水根村・山上村・小倉村（後の宇戸村）、中井村・本鹿村・牛戸村・神馬村・小河内村（後の五総村）、湯谷村・小畑村・弓河内村・北村（後の明治村）[3][11]

### 歴代村長
| 氏名       | 就任年月日            | 退任年月日                | 備考 |
| ---------- | --------------------- | ------------------------- | ---- |
| 市村国蔵   | 1894年（明治27年）1月 | 1902年（明治35年）2月     |      |
| 田淵兵太郎 | 1902年（明治35年）2月 | 1902年（明治35年）12月    |      |
| 鳥越庄太郎 | 1903年（明治36年）1月 | 1907年（明治40年）1月     |      |
| 倉信辰太郎 | 1907年（明治40年）1月 | 1911年（明治44年）1月     |      |
| 田村乕蔵   | 1911年（明治44年）2月 | 1912年（明治45年）3月     |      |
| 倉信藤蔵   | 1912年（明治45年）4月 | 1913年（大正2年）1月      |      |
| 田村乕蔵   | 1913年（大正2年）1月  | 1919年（大正8年）10月     |      |
| 田村縫之輔 | 1919年（大正8年）12月 | 1922年（大正11年）1月     |      |
| 田村松蔵   | 1922年（大正11年）3月 | 1929年（昭和4年）12月     |      |
| 倉信辰太郎 | 1930年（昭和5年）1月  | 1930年（昭和5年）8月      |      |
| 倉信一雄   | 1930年（昭和5年）8月  | 1932年（昭和7年）9月      |      |
| 松田定吉   | 1932年（昭和7年）9月  | 1939年（昭和14年）8月     |      |
| 倉信隆蔵   | 1939年（昭和14年）8月 | 1940年（昭和15年）3月     |      |
| 倉信一雄   | 1940年（昭和15年）3月 | 1940年（昭和15年）5月     |      |
| 西尾駒蔵   | 1940年（昭和15年）9月 | 1943年（昭和18年）5月     |      |
| 田淵盈宇   | 1943年（昭和18年）5月 | 1946年（昭和21年）11月    |      |
| 倉信隆蔵   | 1947年（昭和22年）4月 | 1949年（昭和24年）4月     |      |
| 鳥越政憲   | 1949年（昭和24年）5月 | 1955年（昭和30年）3月27日 |      |
| 参考文献 - |                       |                           |      |

## 教育
- 八上村立八上小学校：現在は統合により鳥取市立河原第一小学校。
- 組合立八上中学校：八上村・散岐村・西郷村の組合立として大字曳田に創設。現在は統合により鳥取市立河原中学校[3]。